# 岡本慶一
岡本 慶一（おかもと けいいち、1948年 - 2017年5月）は、日本の広告文化論、経営学、マーケティング理論学者。

## 来歴
1972年、東京都立大学人文学部（社会人類学専攻）を卒業し、同年電通に入社。マーケティング局にて消費者調査、クライアント企業のマーケティング・コミュニケーション作業に携わる。1991年電通総研に出向。「企業価値」をテーマに日本企業の組織文化変革プログラム作成。また同社のオピニオン誌「BY LINE」編集長を務める。1994年、電通インフォメーション・テクノロジーセンター部長兼R&Dディレクター。1999年、組織改革によりR&D局部長。この間、神戸市外国語大学国際関係学部講師、早稲田大学大学院商学研究科客員教授、『季刊マーケティングジャーナル』編集委員等を務める。2002年電通を退社。同年4月より東京富士大学経営学部教授。2017年5月没。
日本記号学会理事・事務局長、日本広告学会理事、日本マーケティング協会マスターコース幹事

## 著書

### 単著
- 『広告的知のアルケオロジー』（田畑書店、2017）

### 編著・共著
- 『文化・記号のマーケティング』（共著、国元書房、1993）
- 『現代広告学を学ぶ人のために』（共著、世界思想社、1998）
- 『ナレッジ・マネジメント事例集』（共著、日経連出版部、2000）
- 『現代のマーケティング戦略１／製品・ブランド戦略』（共著、有斐閣、2004）
- 『専門基礎ライブラリー・現代マーケティング論』（武井寿と共編著、実教出版、2006）

### 翻訳
- 『隠された神話：広告における構造と象徴』（Ｖ・レイモア著・青木貞茂と共訳、日経広告研究所、1985）
- 『［新訳］経験経済』（パイン＆ギルモア著・小高尚子と共訳、ダイヤモンド社、2005）